# Atishi Marlena
Atishi  là một chính trị gia, nhà giáo dục, nhà hoạt động chính trị Ấn Độ và MLA đến từ Delhi. Cô là thành viên của Ủy ban Chính trị của Đảng Aam Aadmi. Cô từng là Cố vấn cho Thứ trưởng Delhi, Manish Sisodia, chủ yếu về giáo dục, từ tháng 7 năm 2015 đến 17 tháng 4 năm 2018, khi cô bị Bộ Nội vụ Liên minh sa thải vì giữ chỉ định không được chấp thuận.

## Thời trẻ và giáo dục
Atishi được sinh ra vào ngày 8 tháng 6 năm 1981 trong gia đình Punjabi Rajput, bố cô là giáo sư Đại học Delhi Vijay Singh và mẹ là Tripta Wahi   Cô được cha mẹ đặt cho tên đệm là "Marlena" lấy từ tên Marx và Lenin. Khi lớn lên, cô chọn sử dụng "Atishi" làm tên của mình, bỏ họ của mình khỏi việc sử dụng hàng ngày, vì cô muốn mọi người tập trung vào công việc của mình hơn là dòng dõi của mình. Sau khi lớn lên ở Delhi, và tốt nghiệp phổ thông từ Springdales Trường (Pusa Road), New Delhi, Atishi tốt nghiệp chuyên ngành lịch sử ở Cao đẳng St. Stephen, Delhi vào năm 2001. Ngay sau đó, cô đến Đại học Oxford và năm 2003, cô đã hoàn thành bằng Thạc sĩ Lịch sử với học bổng Chevening. Năm 2005, cô đến Magdalen College, Oxford với tư cách là một học giả ở Rhodes.

## Sự nghiệp chính trị
Mặc dù luôn quan tâm đến chính sách công, Atishi quan sát phong trào chống tham nhũng của Ấn Độ năm 2011 như một người ngoài cuộc hoài nghi, tin rằng các chiến dịch đơn lẻ là không hiệu quả. Vào tháng 1 năm 2013, cô đã tham gia vào việc xây dựng chính sách cho AAP, có nguồn gốc từ phong trào đó.
Cô đã tham gia chặt chẽ với Jal Satyagraha ở quận Khandwa của Madhya Pradesh 2015 và cung cấp hỗ trợ quan trọng cho nhà lãnh đạo AAP và nhà hoạt động dẫn đầu chiến dịch Alok Agarwal trong các cuộc biểu tình lịch sử, cũng như trong cuộc chiến pháp lý xảy ra sau đó.

### Cuộc bầu cử Lok Sabha 2019
Atishi được bổ nhiệm làm người phụ trách của Lok Sabha cho khu vực Đông Nam Delhi cho cuộc bầu cử Lok Sabha năm 2019. Cô đã tranh cử từ khu vực bầu cử quốc hội Đông Delhi với tư cách là ứng cử viên của đảng AAP cho cuộc bầu cử Lok Sabha 2019. Cô đã thua ứng cử viên của BJP Gautam Gambhir với tỷ lệ 4,77 phiếu, đứng thứ ba.

## Cuộc bầu cử Quốc hội Delhi 2020
Cô hiện là một MLA được bầu từ khu vực bầu cử Kalkaji của Nam Delhi. Cô đã đánh bại Dharambir Singh, một ứng cử viên của Đảng Bharatiya Janata, với 11.422 phiếu bầu trong cuộc bầu cử Hội đồng Lập pháp Delhi năm 2020.